# قائمة الأحزاب السياسية في التشيك
هذه هي قائمة الأحزاب السياسية في جمهورية التشيك. جمهورية التشيك لديها نظام متعدد الأحزاب. بسبب النظام الانتخابي تشغيلها، وعدد محدود من الأطراف هي ناجحة في الانتخابات البرلمانية.

## الأحزاب البرلمانية
<! -:  تنطبق القاعدة العامة على التسمية. هذا يعني: يتم تسمية الأطراف في الترجمة الإنجليزية ويتم وضع الاسم الأصلي الأصلي في السطر الأول من المقالة ما لم يتم استخدام النموذج الأصلي باللغة الإنجليزية بشكل أكثر شيوعًا من النموذج الإنجليزي.  .-->
يوجد حاليًا سبعة أحزاب في مجلس نواب جمهورية التشيك - أنو 2011 ، الحزب الديمقراطي المدني (ODS) ، رؤساء البلديات والمستقلين (ستان) ، الاتحاد المسيحي والديمقراطي - حزب الشعب التشيكوسلوفاكي (KDU-ČSL) ، الحرية والديمقراطية المباشرة (SPD) ، TOP 09 حزب القراصنة التشيكي (قراصنة). جميع هذه الأحزاب باستثناء الحزب الديمقراطي الاجتماعي لديها مقاعد في مجلس الشيوخ ، وكذلك الحزب الاشتراكي الديمقراطي التشيكي (ČSSD) و حزب الخضر (Z) له مقعد واحد في مجلس الشيوخ. لا يشغل الحزب الشيوعي في بوهيميا ومورافيا (KSČM) أية مقاعد في مجلس النواب أو مجلس الشيوخ ، لكن لديه عضو منتخب واحد في البرلمان الأوروبي ، بالإضافة إلى جميع الأحزاب المذكورة سابقًا ، فقد انتخبوا ممثلين في على المستوى الإقليمي.
الحزب الوحيد الذي انتخب أعضاء في كل برلمان منذ حل تشيكوسلوفاكيا هو الحزب الديمقراطي الاجتماعي.
ستُجرى الانتخابات التشريعية التالية في موعد أقصاه عام 2025.
| الحزب | الحزب | الحزب | الحزب   | التمثيل                   | التمثيل                  | التمثيل   | التمثيل           | الانتماء الأوروبي                     | ملحوظة |
| الحزب | الحزب | الحزب | الحزب   | الهيئة التشريعية التشيكية | مجلس شيوخ جمهورية التشيك | الاقاليم  | البرلمان الأوروبي | الانتماء الأوروبي                     | ملحوظة |
| ----- | ----- | --- | ------- | ------------------------- | ------------------------ | --------- | ----------------- | ------------------------------------- | --- |
|       |       | ANO ANO 2011 | ANO     | 72 / 200                  | 5 / 81                   | 178 / 675 | 6 / 21            | ALDE                                  | الوسط إلى يمين الوسط و الشعبوية حزب سياسي بقيادة أندريه بابيس.                                                         |
|       |       | Civic Democratic Party Občanská demokratická strana                                                                        | ODS     | 34 / 200                  | 18 / 81                  | 99 / 675  | 4 / 21            | حزب المحافظون والإصلاحيون الأوروبيون ‏ | الجناح اليميني المحافظ ، حزب المتشككين في أوروبا أسسه الرئيس التشيكي السابق فاتسلاف كلاوس. قائدها هو بيتر فيالا.       |
|       |       | رؤساء البلديات والمستقلون ‏ Starostové a nezávislí                                                                          | STAN    | 33 / 200                  | 19 / 81                  | 91 / 675  | 1 / 22            | -                                     | يركز الحزب على المحلية ويعزز سلطات البلديات. بقيادة فيت راكوشان.                                                       |
|       |       | Christian and Democratic Union – Czechoslovak People's Party Křesťanská a demokratická unie – Československá strana lidová | KDU-ČSL | 23 / 200                  | 12 / 81                  | 53 / 675  | 2 / 21            | EPP                                   | حزب ديمقراطي مسيحي ، قوي تقليديًا في إقليم جنوب مورافيا.                                                                |
|       |       | الحرية والديمقراطية المباشرة Svoboda a přímá demokracie                                                                    | SPD     | 20 / 200                  | 0 / 81                   | 35 / 675  | 2 / 21            | حزب الهوية والديمقراطية ‏              | حزب المتشككين في أوروبا ، اليمين المتطرف حزب سياسي يدافع عن الديمقراطية المباشرة ومعارضة الهجرة. أسسها توميو أوكامورا. |
|       |       | TOP 09 | TOP 09  | 14 / 200                  | 5 / 81                   | 19 / 675  | 2 / 21            | EPP                                   | المحافظ الليبرالي ، الموالية الأوروبية والمحافظين مالياً الحزب السياسي بقيادة ماركيتا بيكاروفا أداموفا.                 |
|       |       | حزب القراصنة التشيكي Česká pirátská strana                                                                                 | Piráti  | 4 / 200                   | 2 / 81                   | 99 / 675  | 3 / 21            | حزب القراصنة الأوروبي ‏                | حزب القراصنة وحزب الليبرالية بقيادة إيفان بارتوش.                                                                      |
|       |       | الحزب الاشتراكي الديمقراطي التشيكي Česká strana sociálně demokratická                                                      | ČSSD    | 0 / 200                   | 3 / 81                   | 37 / 675  | 0 / 21            | PES                                   | يسار الوسط ديمقراطية اجتماعية حزب. القائد هو يان حماشك.                                                                |
|       |       | Communist Party of Bohemia and Moravia Komunistická strana Čech a Moravy                                                   | KSČM    | 0 / 200                   | 0 / 81                   | 13 / 675  | 1 / 21            | EL (observer)                         | الجناح اليساري لحزب أقصى اليسار الذي خلف الحزب الحاكم السابق الحزب الشيوعي التشيكوسلوفاكي.                             |
|       |       | Green Party Strana zelených                                                                                                | Zelení  | 0 / 200                   | 1 / 81                   | 6 / 675   | 0 / 21            | EGP                                   | يسار الوسط ، الأخضر حزب سياسي.                                                                                         |

## غير الأطراف البرلمانية
- الائتلاف من أجل الجمهورية - حزب الجمهوري لتشيكوسلوفاكيا (Sdružení الموالية republiku - Republikánská سترانا Československa)
- التشيكي الوطني الحزب الاجتماعي (CESKÁ سترانا národně sociální)
- حزب القراصنة التشيك (CESKÁ pirátská سترانا)
- الحزب الديمقراطي حزب الخضر (zelených سترانا Demokratická)
- الحزب الديمقراطي الأوروبي (Evropská demokratická سترانا)
- حزب الخضر (سترانا zelených)
- حزب الإصلاح الليبرالي (Liberální reformní سترانا)
- Moravané
- الحزب الوطني
- الوطنية الاشتراكيين - 21 القرن من الزمن (نارودني الاشتراكية -. يفيتشي 21 století)
- لحزب المجتمع المفتوح (سترانا الموالية otevřenou SPOLECNOST)
- حزب الحقوق المدنية - Zemanovci (سترانا Práv Občanů ZEMANOVCI)
- حزب الاشتراكية الديمقراطية (سترانا demokratického socialismu)
- حزب المواطنين الأحرار (سترانا svobodných občanů)
- كتلة RIGHT (التغير المفاجئ Pravý بلوك)
- السيادة - يانا Bobošíková كتلة (Suverenita - بلوك JANY Bobošíkové)
- حزب العمال للعدالة الاجتماعية (Dělnická سترانا sociální spravedlnosti)

## أطراف المنحل
- اتحاد الحرية - الاتحاد الديمقراطي (UNIE svobody - Demokratická UNIE)
- الحزب الديمقراطي المسيحي (Křesťanskodemokratická سترانا)
- سيفيك المنتدى (Občanské المنتدى)
- سيفيك التحالف الديمقراطي (aliance demokratická Občanská)
- الحزب الشيوعي في تشيكوسلوفاكيا (Komunistická سترانا Československa)
- كتلة اليسار (ليفي بلوك)
- الاتحاد الاجتماعي التحرري (Liberálně sociální UNIE)
- حركة الديمقراطية ذاتية الحكم - حزب مورافيا وسيليزيا (Hnutí زا samosprávnou demokracii - SPOLECNOST الموالية لMoravu Slezsko)

## وصلات خارجية
- List of political parties registered by Ministry of Interior in Czech Republic (in Czech)